# Odoreu
Odoreu (węg. Szatmárudvari) – wieś w Rumunii, w okręgu Satu Mare, w gminie Odoreu. W 2011 roku liczyła 4220 mieszkańców. 